# Cantone di Figari
Il Cantone di Figari era una divisione amministrativa dell'arrondissement di Sartena.
A seguito della riforma approvata con decreto del 24 febbraio 2014, che ha avuto attuazione dopo le elezioni dipartimentali del 2015, è stato soppresso.
I 4 comuni facenti parte prima della riforma del 2014 erano:
- Figari
- Monacia d'Aullene
- Pianotolli-Caldarello
- Sotta